# Sonnet 5

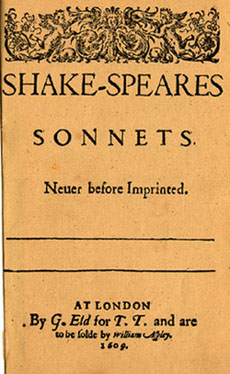
Sonnetten van Shakespeare, 1609

Sonnet 5 maakt deel uit van de sonnetten van Shakespeare die voor de eerste keer in 1609 werden gepubliceerd. Het is het vijfde uit de reeks van 17 sonnetten van Shakespeare die in het Engels de procreation sonnets (letterlijk: voortplantingssonnetten) worden genoemd. Ze zijn geschreven voor een jongeman, en raden hem dringend aan snel te gaan trouwen en kinderen te krijgen, zodat hij zijn schoonheid kan doorgeven aan de volgende generatie.
In Sonnet 5 wordt de schoonheid van de jongeman vergeleken met het effect dat de winter op de zomer heeft: de winter doet alle schoonheid van de zomer teniet. De zomer staat hier symbool voor de jeugdige schoonheid van de jongeman, die, als hij de tijd zomaar laat voorbijvliegen en niets onderneemt om zich voort te planten, snel lelijk zal worden. Voor dit laatste staat de winter symbool.

## Shakespeares tekst
| Sonnet 5 Those hours that with gentle work did frame The lovely gaze where every eye doth dwell Will play the tyrants to the very same, And that unfair which fairly doth excel; For never-resting time leads summer on To hideous winter, and confounds him there, Sap checked with frost, and lusty leaves quite gone, Beauty o'er-snowed, and bareness everywhere. Then were not summer's distillation left A liquid prisoner pent in walls of glass, Beauty's effect with beauty were bereft, Nor it nor no remembrance what it was. But flowers distilled, though they with winter meet, Lose but their show; their substance still lives sweet. |

## Vertaling
De tijd, die jouw lichaam minutieus
Zo aantrekkelijk maakte voor ieders oog,
Zal een tiran worden
Die onbillijk al het mooie lelijk maakt;
De zomer mondt onverbiddelijk uit
In een afschuwelijke winter die diens schoonheid verscheurt
Met bevroren plantensap en bladeren
Wordt de schoonheid der natuur koud en afstandelijk:
Dan, als er geen sprankeltje zomer meer overschiet,
Als een gevangene in een glazen fles,
Gaat het effect van diens schoonheid verloren,
En niets doet nog herinneren aan die pracht:
Maar bloemen, gedestilleerd en tot parfum gemaakt,
Verliezen slechts het uiterlijke, maar hun essentie blijft.

## Analyse
Shakespeares sonnetten zijn voornamelijk geschreven in een metrum genaamd jambische pentameter, een rijmschema waarin elke sonnetregel bestaat uit tien lettergrepen. De lettergrepen zijn verdeeld in vijf paren, jamben genoemd, waarbij elk paar begint met een onbeklemtoonde lettergreep.